# ريفا بريسو تشيري
ريفا بريسو تشيري (بالإنجليزية: Riva presso Chieri)‏ هي بلدية في مدينة تورينو الكبرى في منطقة بيدمونت الإيطالية، وتقع على بعد حوالي 15 كيلومترا (9 ميل) جنوب شرق تورينو.

## وصلات خارجية
- الموقع الرسمي